# شتريلا
اشترلا (بالألمانية: Strehla) هي بلدة ألمانية تقع في ألمانيا في ساكسونيا. يقدر عدد سكانها بـ 4,094 نسمة .

## المدن التوأمة
مدن Jedlina-Zdrój و بلهايم هي مدن توأمة لـاشترلا.

## أعلام
- فيرنر أونغر